# دارینو
دارینو (به لاتین: Daryino) یک منطقهٔ مسکونی در روسیه است که در باشقیرستان واقع شده‌است.